# Ivan Gundulić
Ivan Gundulić (Dubrovnik, 8. siječnja 1589. – Dubrovnik, 8. prosinca 1638.) bio je hrvatski barokni pjesnik (epik, liričar i dramatičar) i političar u Dubrovačkoj Republici. Pripadnik je dubrovačke plemićke obitelji Gundulić. Najznačajniji je hrvatski barokni pisac.

## Životopis
Rođen je kao najstariji sin pjesnika i vlastelina Frana Gundulića i Džive Gradić. Obitelj Gundulić bila je poznata još u 13. stoljeću, a njezini su članovi, kao pripadnici aristokracije, obavljali različite državno-administrativne poslove u Dubrovniku i okolici. Puno izvorno ime bilo mu je Dživo Franov Gundulić ili Dživo Frana Gundulića. Dubrovačko ime Dživo, ponekad transkribirano i kao Đivo, u upotrebi se od ilirizma zamjenjuje raširenijim hrvatskim ekvivalentom Ivan. Spominje se i pod imenima Giovanni i Johannes te pod prezimenima Gondola, Plavčić i Plavković, a nosio je nadimak Mačica.
Školovao se  u Dubrovniku završivši humanističku gimnaziju, gdje su mu, uz ostale, učitelji bili Toskanac Camillo Camilli, koji je dopunio Tassov Oslobođeni Jeruzalem te svećenik Petar Palikuća, koji je na hrvatski preveo Život Carla Borromea. Nakon završetka školovanja, 25. svibnja 1608., godine postaje član Velikoga vijeća. Nastavljajući obiteljsku tradiciju, obavlja više državno-administrativnih službi u Dubrovniku i okolici; dva je puta bio knez u Konavlima (1615. i 1619.), a u Dubrovniku je uglavnom obavljao pravničke poslove. Godine 1634. postaje senator, a 1638. godine član Maloga vijeća.
Živio je mirno i povučeno, zbog čega su mu suvremenici dali nadimak Mačica (značenje: mačkica). Godine 1628. vjenčao se s Nikom Sorkočević s kojom je imao tri sina (najstariji je Frano Gundulić, koji je kasnije postao austrijski general, te Šiško, hrvatski pjesnik i Mato, koji se borio u španjolsko-portugalskom ratu kao plaćenik) i dvije kćeri (Made i Džive).
Umro je u Dubrovniku nakon dvotjedne bolesti; pretpostavlja se da je uzrok smrti bila upala porebrice. Zbog toga što je umro u 49. godini, nije imao prigodu biti izabran za kneza Dubrovačke Republike (knez nije smio biti mlađi od 50 godina).
Pokopan je u Dubrovniku, u obiteljskoj grobnici, ispred velikog oltara u franjevačkoj crkvi.

## Književno stvaralaštvo
Književni rad Gundulić je započeo pisanjem drama u stihu i, vjerojatno, pjesama. U predgovoru svoje prve tiskane knjige Pjesni pokorne kralja Davida (Rim, 1621.) svoja mladenačka djela naziva „porodom od tmine“ jer im je svrha bila zabava, tj. ta djela nisu odgovarala protureformacijskoj poetici i ideologiji. Od dramskih djela sačuvane su Arijadna, Prozerpina ugrabljena od Plutona, Dijana i Armida, dok su Galatea, Posvetilište ljuveno, Čerera, Kleopatra, Adon i Koraljka od Šira izgubljene. Za Dijanu (obrađuje mit o božici Dijani zaljubljenoj u lijepoga mladića Endimiona) i Armidu (tematizira epizodu o Armidi i Rinaldu iz dvadesetoga pjevanja Oslobođenoga Jeruzalema Torquata Tassa) vjerovalo se, zbog kratkoće (svaka ima tek oko 90 stihova), da su samo odlomci, dok Milan Rešetar nije dokazao da je riječ o cjelovitim tekstovima – dramskim prizorima. Ispjevane su osmercem, uz mjestimičnu upotrebu dvostruko rimovanoga dvanaesterca.
Dakle, te su Gundulićeve drame većinom bili prijevodi s talijanskoga ili scenske adaptacije pripovjednih djela, obrađivale su poznate mitološke i književne teme, a uključivale su glazbu, balet i bogatu scenografiju. Na njima se temelji tradicija dubrovačke barokne drame oslonjene na libreto rane talijanske opere (takva drama doseže vrhunac u djelima Junija Palmotića). U Gundulićevu sačuvanom dramskom opusu odražava se promjena tematike talijanskoga libreta – pastoralne teme zamjenjuju junačko-epski motivi.
Pjesni pokorne kralja Davida djelo je kojim se Gundulić okreće drugačijem shvaćanju književnosti te se afirmira kao kršćanski autor. Ta zbirka sadrži slobodne prepjeve sedam pokornih psalama i teološko-meditativnu pjesmu Od veličanstva Božjijeh, koja se danas smatra Gundulićevom najboljom kraćom pjesmom. Od pjesama „taštijeh i ispraznijeh“, za koje Gundulić u već spomenutom predgovoru tvrdi da ih je pisao u mladosti, ništa nije sačuvano. O njegovim svjetovnim nadahnućima svjedoči samo Ljubovnik sramežljiv (prijevod pjesme Amante timido talijanskoga pjesnika Girolama Pretija) te dvije prigodne pjesme: panegirik Visini privedroj Ferdinanda II. velikoga kneza od Toskane i elegija Žalosno cviljenje u smrt gospođe Marije Kalandrice.
Godine 1622. u Veneciji izlazi prvo izdanje religiozne poeme/baroknog plača Suze sina razmetnoga, koja predstavlja inovaciju u vrstovnom sastavu starije hrvatske književnosti i uzor mlađim pjesnicima poput Ivana Bunića, Ignjata Đurđevića, a donekle i Slavonca Antuna Kanižlića. Djelo se sastoji od tri „plača“ (pjevanja): Sagrešenje, Spoznanje i Skrušenje, a pretpostavlja se da su na koncepciju poeme utjecali talijanski pjesnici Luigi Tansillo i Erasmo da Valvasone. Gundulić građu za svoje djelo pronalazi u paraboli o povratku i pokajanju rasipnoga sina iz Evanđelja po Luki (Lk 15). Suze sina razmetnoga djelo je u kojemu se mogu prepoznati barokne karakteristike (bogata i končetozno razvijena metaforika i antitetika, česta upotreba figura nabrajanja), ali i opća polazišta duhovnoga života: ispraznost i prolaznost ovozemaljskih uživanja, potreba iskupljenja grijeha te prihvaćanje načela kršćanske vjere. Poema je postala uzorom tzv. baroknih plačeva u hrvatskoj književnosti.
Dramom u stihu metaforički nazvanom Dubravka (prvi put izvedena 1628. godine) Gundulić se vraća kazalištu. U starijoj književnopovijesnoj literaturi to se djelo, zbog brojnih idilsko-pastirskih scena, označavalo kao pastorala, ali noviji su proučavatelji otkrili da Dubravku s baroknom dramom povezuje alegoričnost poprišta, likova i zapleta, a upravo je prozirna politička alegorija pridonijela njezinoj iznimnoj popularnosti. Dubravka je prvi put tiskana tek 1837. godine, a od 1888. godine često se izvodila u hrvatskim kazalištima. Uglazbili su je Ivan Zajc, Antun Dobronić, Jakov Gotovac i Ivo Malec, a njezini stihovi o slobodi služili su kao krilatica hrvatskih nacionalnih ideologija (O liepa, o draga, o slatka slobodo, / dar, u kom sva blaga višnji nam Bog je d'o, / uzroče istini od naše sve slave, / uresu jedini od ove Dubrave, / sva srebra, sva zlata, svi ljucki životi / ne mogu bit' plata tvoj čistoj l'jepoti.) (poznata i kao Himna slobodi).
U posljednjem desetljeću života Gundulić stvara Osmana, svoje najznačajnije djelo. Osman je povijesno-romantični ep u 20 pjevanja (nedostaju 14. i 15. pjevanje) nastao pod utjecajem Tassova epa Oslobođeni Jeruzalem. Gundulić je namjeravao prevesti Tassov ep (to napominje u posveti Pjesnima pokornim kralja Davida), ali povijesne su mu prilike nametnule novu građu. Iako se na mnogim razinama prepoznaju sličnosti Gundulićeva Osmana i Tassova Oslobođenog Jeruzalema (opisi ženske ljepote, viteških dvoboja, kronografski i topografski opisi; tematsko-kompozicijska struktura – tri tipična svijeta tasovskoga epa: povijesni, romantični i eshatološki), Gundulić ne slijedi u potpunosti Tassova normativno-poetička načela: u Osmanu su, uz određene digresije, opjevani suvremeni politički događaji (vezani uz život i vladavinu turskog sultana Osmana II.). Mišljenja povjesničara književnosti o razlogu nedostatka 14. i 15. pjevanja ne podudaraju se, ali od 20. stoljeća prevladava pretpostavka da je prazninu u srednjem dijelu epa uvjetovao diskontinuitet pjesnikova rada ili nedovoljna koordinacija povijesnih i romantičnih epizoda.
Iako nije dovršen za vrijeme Gundulićeva života, njegov Osman "drži se vrhunskim ostvarenjem kako pjesnika tako i cjelokupne starije hrvatske književnosti, premda u povijesti književnosti postoje različita stajališta o njegovoj cjelovitosti i osobinama književnog izraza. Načelni mu je poetski uzor Tassov Oslobođeni Jerzualem, no tematika i kompozicija oba djela posve su različite: Osman opisuje kraj vladavine turskog sultana Osmana II. i njegov poraz u sukobu s Poljacima, a složena kompozicija upućuje kako na povijesne tako i na alegorijske i eshatološke razine razumijevanja" (Milivoj Solar).
Pjerko Sorkočević napisao je dopunu 14. i 15. pjevanja u prvome izdanju Osmana (1826.), autor dopune budimskoga izdanja iz 1827. godine nije poznat, a treći dopunjivač je Marin Zlatarić, no njegova dopuna nije tiskana sve do 1890. godine kada ju je u Vijencu objavio Đuro Šurmin. Na poziv Matice ilirske Ivan Mažuranić napisao je dopunu 14. i 15. pjevanja i od 1844. godine Osman se izdaje s njegovom dopunom.
Najčešći stih Gundulićevih djela jest osmerac, a strofa katren, no javljaju se i drugi oblici (dvostruko rimovani dvanaesterac, sestina).

## Djela
- Pjesni pokorne kralja Davida, s pjesmom Od veličanstva Božjijeh, Rim, 1621.; Venecija, 1630., 1703.; Dubrovnik, 1828.
- Suze sina razmetnoga, Venecija, 1622., 1670., 1703.; Dubrovnik, 1628.
- Arijadna, Ancona, 1633.; Dubrovnik, 1829., 1837.
- Osman, Dubrovnik, 1826.; Budim, 1827. (29 izd. do 1996.)
- Dubravka, Dubrovnik, 1837.; Zagreb, 1888. (22 izd. do 1999.)
- Djela, Zagreb 1844. – 1847., Knjiga I. Osman s dopunom Ivana Mažuranića, 1844.; Knjiga II. Različite pjesni, 1847.
- Djela Ivana Frana Gundulića, Stari pisci hrvatski, knj. 9, Zagreb, 1877. (prir. A. Pavić), 1919.2 (prir. Đ. Körbler), 1938.3 (prir. Đ. Körbler, pregledao M. Rešetar);
- Ivan Gundulić (izbor) (prir. M. Ratković i J. Ravlić), Pet stoljeća hrvatske književnosti, knj. 12–13; Zagreb, 1962., 1964.

## Spomen
- 1871.: Poprsje Ivana Gundulića u bronci izradio je kipar Ivan Rendić).[14]
- 1898.: Na Gundulićevoj poljani u Dubrovniku podignut mu je spomenik (rad kipara Ivana Rendića).[5]
- Njegov portret bio je osnovni motiv na licu hrvatske novčanice od 50 kuna.[15]

## Vanjske poveznice
- Osman izdanje iz 1826. godine
- Osman, izdanje iz 1854. godine
- Osman, izdanje Ivana Broza iz 1887. godine